# Calamorhabdium kuekenthali
Espèce
Calamorhabdium kuekenthali  est une espèce de serpents de la famille des Colubridae.

## Répartition
Cette espèce est endémique de Bacan dans les Moluques en Indonésie.

## Étymologie
Cette espèce est nommée en l'honneur de Willy Georg Kükenthal.

## Publication originale
- Boettger, 1898 : Katalog der Reptilien-Sammlung im Museum der Senckenbergischen Naturforschenden Gesellschaft in Frankfurt am Main. Frankfurt am Main Museum, vol. 2, p. 1-160 (texte intégral).